# محمية طرابلس
محمية طرابلس هي محمية طبيعية في ليبيا.